# South Teton
Met een hoogte van 3814 m is South Teton de op vier na hoogste berg van het Tetongebergte in de Amerikaanse staat Wyoming. Binnen het Tetongebergte maakt South Teton deel uit van de zogenaamde Cathedral Group. South Teton ligt ten zuiden van de Middle Teton en direct ten westen van de Cloudveil Dome.
Net als het merendeel van het Tetongebergte ligt South Teton binnen de grenzen van het Grand Teton National Park. Daar de opheffing van de gehele Teton Range pas 9 miljoen jaar geleden begon, is het gebergte de jongste gebergteketen van de Rocky Mountains. En net als de andere bergen in deze keten dankt South Teton zijn huidige vorm voornamelijk aan de inwerking van gletsjers tijdens opeenvolgende glacialen in het Kwartair.

## Beklimming
South Teton werd voor het eerst beklommen door Albert R. Ellingwood en Eleanor Davis, op 29 augustus 1923. Diezelfde dag nog voltooide Ellingwood de eerste succesvolle beklimming van de Middel Teton. Davis was eveneens de eerste vrouw op de top van de Grand Teton.
De makkelijkste en populairste route naar de top loopt via de Garnet Canyon en over een bergpas tussen de South en de Middle Teton. Een aantal meer uitdagende routes naar de top bestaan eveneens, met een moeilijkheidsgraad tot klasse 5.11.